# Kitti Varga
Kitti Varga-Horváthne (* 22. Mai 1984 in Sopron) ist eine ungarische Fußballspielerin.

## Karriere
Varga startete ihre Karriere mit dem FC Sopron, wo sie am 18. August 2005 ins Profiteam aufrückte. Nach drei Jahren für die A-Mannschaft des FC Sopron schloss sie sich im Sommer 2008 dem Nachfolgeverein Soproni FAC an. Dort kam sie in zwei Jahren zu 32 Spielen und wechselte nach der Saison 2009/2010 auf Leihbasis zum Nöi NBI Verein Páter Fit-Well-Nagypáli. Dort kam sie in der Saison 2010/2011 verletzungsbedingt nur zu 8 Saisoneinsätzen. Im Mai 2011 kehrte sie zu SFAC zurück und spielte noch einmal sechs Spiele für das Team, bevor sie sich am 9. Juli 2012 gemeinsam mit Landsfrau und Mannschaftskollegin Petra Kocsis den österreichischen 2. Liga Ost/Süd Verein ASV Hornstein anschloss.